# I.O.I
I.O.I，是依據Mnet選秀節目《PRODUCE 101》的出道承諾於2016年成立的韓國期間限定女子音樂團體，由11名成員组成：林娜榮、金請夏、金世正、鄭彩娟、周潔瓊、金素慧、俞璉靜、磪有情、康美娜、金度延和全昭彌。林娜榮由成員們互相投票獲選為隊長。依約定I.O.I 以YMC娛樂旗下藝人的身份進行固定期限的活動，於2016年5月4日正式出道，2017年1月29日正式解散。

## 組合資料

### 團名由來
團名I.O.I意思是「Ideal Of Idol」。
團隊口號及手勢：口號是「Yes！I love it！我們是 I.O.I，大家好！」口號開始的同時，右手在右肩前拇指與四指合併旋轉並順向滑至左肩前，讓拇指與食指呈「指愛心發射」手勢。。
由於I.O.I成員都是由「韓國國民」通過投票直接選出，是由「國民」擔任製作人，以投票方式決定出道成員並組團，節目播放期間受韓國觀眾關注度甚高（節目播出期間，每日可投票，累積共約3,400萬票），因此出道後曾被韓國媒體暱稱為「國民女團」。

### 應援棒
第一代應援棒印有I.O.I標誌，應援棒燈為深粉色。
其後推出應援棒以雪糕為造型， 是夏日女團的標誌。雪糕十分甜美但很快溶化，與I.O.I 十分相似。組合十分成功但壽命短暫。

## 經歷

### 2016上半年
由於是出道作品，成員們非常用心地參與了專輯的制作，包括議定專輯名稱為「Chrysalis」，以及主打歌曲的選定，對MV中個性的選擇，以及編排配置也都參與了意見，娜榮、有情更是直接參與了歌詞的創作，是具有I.O.I獨特色彩的作品。2016年4月5日，透過各音源網站發布單曲〈Crush〉的音源，截至當天下午1點，在音源即時榜單上位居Mnet1位、Bugs2位、Olleh音樂2位、Genie3位。4月27日，YMC娛樂官網公開以成員鄭彩娟、金世正、全昭彌、周潔瓊為主的概念照。隔天公開以成員俞璉靜、磪有情、康美娜、金度延、金請夏、金素慧、林娜榮為主的兩張概念照。
5月4日，發行迷你專輯《Chrysalis》音源，正式出道，音源公開後立刻進入各音源排行榜的前列。截至當天下午2點，主打歌曲〈Dream Girls〉在 Mnet 排行榜位列第一，在Olleh音樂排行榜位列第二，在Bugs、Soribada、Genie上位列第四，在 Monkeys3 排行榜位列第五，在NAVER音樂和Melon排行榜上位列第六名。5月5日，I.O.I在首爾獎忠體育館內舉行3000人規模的出道Showcase。並以Mnet《M! Countdown》作為出道初登場舞台，演唱〈Knock Knock Knock〉及主打歌曲〈Dream Girls〉。同月27日，YMC娛樂說明I.O.I會持續活動到2017年1月31日為止，在6月4日舉行的Dream Concert結束迷你專輯《Chrysalis》宣傳活動，預計在夏天推出小分隊。

#### 第一個小分隊活動

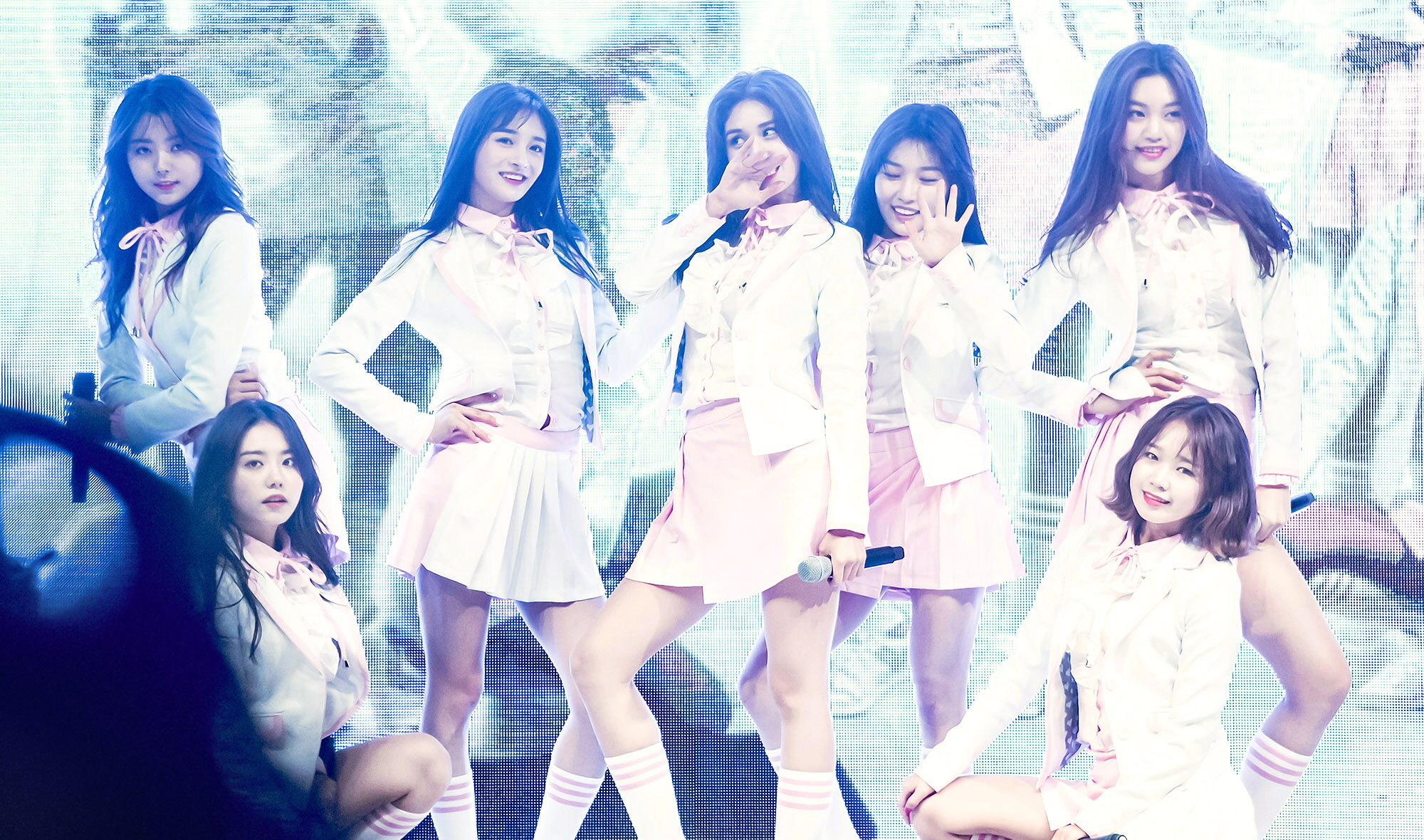
I.O.I以小分隊形式表演，攝於12月19日

6月10日，YMC娛樂官網公布七人小分隊，成員為全昭彌、磪有情、金請夏、金素慧、周潔瓊、金度延及林娜榮，並沿用團名I.O.I，不會另取新名。小分隊以外四名成員將暫時回到各自所屬公司。同年月24日，YMC娛樂表示小分隊預計於八月正式展開活動，將先後發表兩首新曲。
6月14日，郑彩娟暂时回归所属组合DIA并發行所属组合的首張迷你專輯。
6月28日, 金世正、康美娜以Jellyfish娛樂旗下新人女团Gu9udan出道。
7月11日，俞璉靜加入宇宙少女成為新成員，團體改以13人活動重新出发。
8月2日，YMC娛樂公開新曲團體概念照，且宣佈將於韓國時間8月9日零時發表新曲，並於11日透過Mnet音樂節目《M! Countdown》公開新曲舞台。一星期後，新曲〈Whatta Man (Good Man)〉MV及音源正式公開 ，公開新曲後24小時，在韓國音源網站Melon的首日收聽人數達53萬人次。8月16至9日、30日，出道僅三個月，就憑〈Whatta Man (Good Man)〉於《THE SHOW》（9,012分）、《Show Champion》、《M! Countdown》（8,158分）、《Music Bank》（7,128分）、《THE SHOW》（7,241分）獲得共五個一位。

### 2016年下半年

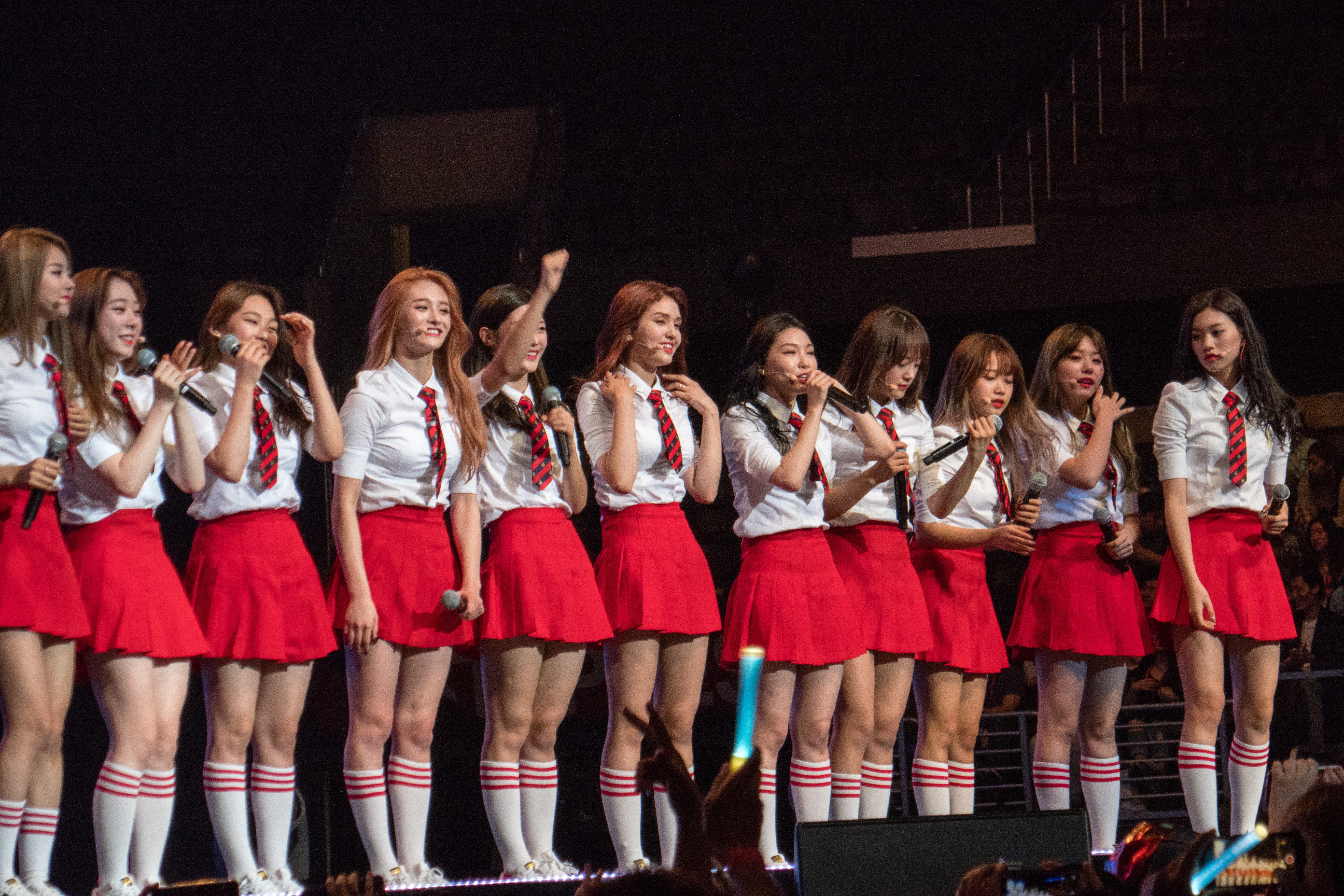
I.O.I全體於於7月30日

8月15日，I.O.I.以完全體翻唱〈Hand in Hand〉，乃1988年漢城奧運會的主題曲。
10月12日I.O.I透過官方Facebook釋出娜榮、潔瓊、度延、請夏、美娜的概念照，且同時宣布I.O.I將在10月17日發行第二張迷你專輯《Miss Me?》正式回歸歌壇。10月13日釋出昭彌、素慧、彩娟、有情、璉靜、世正的概念照。5天後，第二張迷你專輯《Miss Me?》〈Very Very Very〉MV及音源正式公開，由JYP娛樂的朴軫永創作，並參與了專輯概念、舞蹈、服裝與MV等策劃，這同時也是I.O.I最後一張專輯。音源公開後1小時，專輯中5首收錄曲皆進入韓國八大音樂榜單前列位置。主打曲〈Very Very Very〉更在音源公開2小時後，在八大音源排行榜皆獲得實時一位，完成實時All Kill，非主打〈Hold On〉也在八大榜單獲得二至三位的佳績。10月19日，韓國時間下午3時半，主打曲〈Very Very Very〉在韓國八大音源榜獲得實時、日榜和周榜全部一位。出道僅五個月，就達成Perfect All Kill。同月22日，I.O.I專輯《Miss Me?》在Hanteo專輯榜的首周銷量突破50433張，為2016全年女團首周銷量第二，同時亦打破韓國女團出道首年首周銷量紀錄。排行自2009年有紀錄以來，歷代韓國女團首周銷量第4名（僅次於少女時代、f(x)和TWICE）。另外，2016年I.O.I發表的兩張迷你專輯和兩張單曲專輯總銷量達24萬張。26日，〈Very Very Very〉於《Show Champion》獲得完整體回歸首個一位。隔天《M! Countdown》在官網上公布名次，I.O.I獲完整體回歸第二個一位。3天後，I.O.I在《人氣歌謠》獲完整體回歸第三個一位。

### 2017年1月
11月27日，I.O.I將於2017年1月20日至22日共三天，在出道時首次登台的相同地點奖忠体育馆舉辦《Time Slip - I.O.I》演唱會作為I.O.I的最後活動，寓意從開始的地方完結。12月9日，韓國時間晚上8點門票開賣，三天演唱會門票全部在一分鐘內全部售罄。此外，I.O.I更打破韓國女子組合最快舉辦演唱會的紀錄（八個月）。
2016年11月30日 I.O.I於大韓民國文化演藝大賞獲K-POP歌手賞，更幾乎橫掃2016年度的女子新人獎，包括2016年12月2日 Mnet亞洲音樂大獎獲最佳女子新人獎，12月23日 Simply Kpop Awards獲最佳新興女子組合，2017年1月14日 金唱片獎獲新人賞，1月19日 首爾歌謠大賞獲新人賞。
2016年12月15日，韓國最大音樂榜單Gaon Chart發佈2016年韓國女子團體的年度成績總結算。I.O.I的實體銷量為女子團體第二名，音源銷量第四名，總成績為第三名。為2016年在Gaon Chart音源、銷量和綜合成績最好的三料年度最佳新人。根據韓國蓋洛普12月20日公開的調查報告，對於2016年度韓國流行音樂調查結果顯示，I.O.I為2016年年度歌手第十六位，在女團中名次僅次於少女時代、TWICE、GFRIEND和SISTAR，更是唯一一隊進入前二十名的新人團體，可見其非一般的國民度。12月21日，美國最具權威的音樂雜誌《告示牌雜誌》在其官方網站評選出「2016年度十大最佳 K-Pop 新人」第一為I.O.I，更表示「儘管她們的組合壽命很短，但在2016年，並沒有任何新人的成績能和這些女孩相比」以及「雖然I.O.I 的成就可能受限於組合壽命，但I.O.I 已肯定是K-pop歷史上最成功的出道之一」。
根據韓國媒體估計，I.O.I自出道以來，在廣告、節目出演、寫真拍攝以及音源收入、演唱會等I.O.I及由I.O.I帶來的附加收入加總預測將達到100億韓元。
2017年1月18日公開由SEVENTEEN成員WOOZI自創做的歌曲〈DOWNPOUR〉MV以及音源作為最後一首屬於I.O.I的歌曲，歌曲表達出和此刻的11名成员内心一样，由成员們自己選擇决定的具有悲傷旋律的情歌。歌曲將分开比喻为陣雨來臨時的傷感，但是如若再次見面時依然會充满光明與希望，是為一直支持着I.O.I的粉絲獻上的最後禮物。
2017年1月20日至22日連續三天如期於獎忠體育館舉辦告別演唱會，順利為I.O.I的表演活動畫下休止符。2017年1月25日完成Elite廣告的拍攝，結束了I.O.I的活動。
2017年1月29日，I.O.I正式解散。同日，I.O.I 最後的單曲〈DOWNPOUR〉在因農曆新年沒有播出的《人氣歌謠》上拿下一位，為I.O.I畫下完美的句點。
2017年2月23日，《福布斯韩国》评选出“2017韩国最具影响力名人榜”，I.O.I排名第十一

### 解散後各成員發展
2017年3月21日，林娜榮、周潔瓊以Pledis娛樂旗下新人女團PRISTIN正式出道。
2017年6月16日，I.O.I（除了金世正、磪有情）出席《PRODUCE 101 第二季》決賽為練習生打氣。
2017年8月8日，磪有情、金度延正式以Fantagio娛樂旗下新人女團Weki Meki出道。
2017年11月29日，I.O.I 成員林娜榮、金請夏、周潔瓊、磪有情、金度延到日本參加《2017年Mnet亞洲音樂大獎》，與AKB48分隊表演合作舞臺。
2018年2月14日，公開了由分隊主唱的新版〈Hand in Hand〉，為平昌冬奧會應援。本次音源是在2016年版本的基礎上，去掉國民應援團的聲音，只用I.O.I的歌聲進行再次編曲。音源封面以1988和2018數字結合而成，再現88奧運的感動。
2018年4月22日，I.O.I成員各自調整了行程，完全體參與《PRODUCE 48》的錄製。作為前兩季的選秀代表和前輩，給予練習生建議和應援。6月1日播出拍攝的預告片，以平行移動拍攝的方式，每個人以轉頭交代下一個人，預告裡的音訊是每個人當初宣佈入選後的感言。
2018年6月22日，I.O.I的版權轉由Stone Music Entertainment管理，Stone Music娛樂重新發行原本已停印的I.O.I的《Chrysalis》、《Whatta Man》 & 《Miss Me?》專輯。6月25-26日，Stone Music娛樂在YouTube頻道上傳了I.O.I所有MV，在9月22日刪除在1theK頻道上的原版MV。
2018年8月20日，全昭彌解除專屬合約並離開JYP娛樂；9月23日，與YG娛樂旗下藝人TEDDY設立的廠牌THEBLACKLABEL簽訂專屬合約。
2019年5月24日，Pledis娛樂表示已經與林娜榮解約，周潔瓊則選擇繼續留在Pledis娛樂進行個人活動，PRISTIN解散。
2019年6月13日，全昭彌於以個人歌手身份出道。

### 2019年下半年
2019年4月30日，報道指出I.O.I在經過各家經紀公司反覆討論重組事宜後，有望達成最終協議，目前口頭約定將為6個月的計畫，待確認細節後將正式簽約；在討論過程中，不少成員均表態希望重組，但全昭彌則確定不參與此次重組活動。而CJ E&M方面則回應：「現在確實正在討論重組I.O.I，但是現在還未做出決定。」
。
2019年6月12日，Sports Donga 確定重組後的I.O.I將以9人體制活動，而專注於個人活動的全昭彌及在宇宙少女活動的俞璉靜確定不參與此次重組活動。
2019年6月30日，公開官方帳號，確定將在10月份由林娜榮、金請夏、金世正、鄭彩娟、周潔瓊、金素慧、磪有情、康美娜、金度延重新以I.O.I的名字重組，展開活動。
2019年7月2日，公開正式消息，確認I.O.I將在10月份正式回歸，並進行新專輯封面拍攝，正式開始準備回歸。
2019年9月6日，負責I.O.I合體活動事務的相關人士本日（6日）透露：「為了專輯的完成度著想，I.O.I的合體回歸將延後至12月」，並表示「合體回歸的成員組成也尚未確定」。

### 2021年
I.O.I於2021年5月4日舉行出道5周年紀念直播《I.5.I - Yes, I love it!》，履行了與粉絲們約定的“五年之約”。 除了在中國的周潔瓊會用線上連線外，其餘九名成員一同進行直播。康美娜因戲劇拍攝而未能參與。

## 成員資料
- 名字粗體為隊長
- 成員列表依照年齡排序

| 現任成員 | 現任成員 | 現任成員                      | 現任成員                          | 現任成員                      | 現任成員                         | 現任成員                | 現任成員                             | 現任成員      | 現任成員 |
| 漢字     | 谚文     | 羅馬拼音                      | 出生日期 出生地                   | 國籍                          | 經紀公司                         | 《PRODUCE 101》最終排名 | 擔當                                 | 小分隊        | 現時發展 |
| -------- | -------- | ----------------------------- | --------------------------------- | ----------------------------- | -------------------------------- | ----------------------- | ------------------------------------ | ------------- | -------- |
| 林娜榮   |          | Lim Na Young                  | 1995年12月18日 · 忠清南道牙山市   |                               | Pledis娛樂→SUBLIME→ ASCENDIO娛樂 | 10                      | 隊長、主Rapper、領舞、副唱           |               | 演員     |
| 金請夏   |          | Kim Chung Ha                  | 1996年2月9日 · 首爾特別市         | MNH娛樂→MORE VISION           | 4                                | 主舞、領唱、Rapper      |                                      | Solo歌手      |          |
| 金世正   |          | Kim Se Jeong                  | 1996年8月28日 · 全羅北道金堤市    | Jellyfish娛樂                 | 2                                | 主唱                    |                                      | Solo歌手 演員 |          |
| 鄭彩娟   |          | Jung Chae Yeon                | 1997年12月1日 · 全羅南道順天市    | MBK娛樂→BH娛樂                | 7                                | 副唱、門面              |                                      | 演員          |          |
| 周潔瓊   |          | Zhou Jie Qiong Joo Kyul Kyung | 1998年12月16日 · 中国浙江省台州市 | 中华人民共和国                | Pledis娛樂→周洁琼工作室          | 6                       | 領舞、副唱、門面                     | 演員          |          |
| 金素慧   |          | Kim So Hye                    | 1999年7月19日 · 首爾特別市        |                               | S&P娛樂→Noon Company             | 5                       | 副唱、Rapper                         | 演員          |          |
| 俞璉靜   |          | Yoo Yeon Jung                 | 1999年8月3日 · 京畿道光明市       | STARSHIP娛樂                  | 11                               | 主唱                    |                                      | 宇宙少女      |          |
| 磪有情   |          | Choi Yoo Jung                 | 1999年11月12日 · 京畿道九里市     | Fantagio娛樂                  | 3                                | 領舞、領唱、副Rapper    |                                      | Solo歌手      |          |
| 金度延   |          | Kim Do Yeon                   | 1999年12月4日 · 江原道原州市      | Fantagio娛樂                  | 8                                | 副唱、門面              |                                      | 演員          |          |
| 康美娜   |          | Kang Mi Na                    | 1999年12月4日 · 京畿道利川市      | Jellyfish娛樂→Story J Company | 9                                | 領舞、副唱、副Rapper    |                                      | 演員          |          |
| 全昭彌   |          | Jeon So Mi                    | 2001年3月9日 · 加拿大安大略省     | 加拿大 · 荷蘭                 | JYP娛樂→THEBLACKLABEL            | 1                       | 中心、領舞、領唱、Rapper、形象、忙內 |               | Solo歌手 |

## 音樂作品

### 迷你專輯
- 2016-05-04《Chrysalis》
- 2016-10-17《Miss Me?》

### 單曲
- 2016-08-09《Whatta Man（英语：Whatta Man (I.O.I song)）》 ①

### 數位單曲
- 2016-04-05〈CRUSH（英语：Crush (I.O.I song)）〉
- 2016-08-15〈Hand in Hand〉 ①
- 2017-01-18〈DOWNPOUR（英语：Downpour (song)）〉
- 2018-02-14〈Hand in Hand〉 ①

## 演出活動

### 完全体
- 2016年5月10日：KNN Radio 開播特輯演唱會
- 2016年5月14-15日：成始璄演唱會嘉賓
- 2016年5月16日：汝矣島遊擊演唱會
- 2016年5月20日PM10:30 - 21日AM5:00 ：徐康俊的 We like 2night 嘉賓
- 2016年5月21日：2016 亞洲模特頒獎典禮
- 2016年5月23-25日：成都公益活動 CJ夢享音樂教室[79]
- 2016年5月29日：Bugs Special Live Vol.17 at 弘大 - I.O.I 單獨演唱會
- 2016年10月17日：I.O.I 第二张迷你專辑回归Showcase
- 2016年12月23日：K.Will演唱會嘉賓
- 2017年1月20、21、22日：I.O.I 單獨演唱會 - 時間流逝

### 第一小分队
- 2016年7月24日：JTN Summer Festival
- 2016年8月14日：MAMAMOO演唱会嘉宾
- 2016年9月2日：2016 Young Samsung Homecoming Day
- 2016年9月3日：PLEDIS Girlz Concert公演嘉宾
- 2016年10月9日：BUSAN ONE ASIA FESTIVAL FAN MEETING
- 2016年10月12日：Liiv Bank Day Fan Meeting
- 2016年11月23日：Petitzel Fan Meeting
- 2016年12月25日：Ailee演唱会嘉宾

### SHOWCASE
| 日期     | SHOWCASE名稱            | 舉行地點       | 備註                                | 參與成員 |
| 2016年   |                         |                |                                     |          |
| 5月5日   | I.O.I 1st Showcase      | 首尔奖忠体育馆 | I.O.I 首張迷你專輯出道《Chrysalis》 | 全員     |
| 10月17日 | I.O.I Comeback Showcase |                | I.O.I 第二張迷你專輯《Miss Me？》   | 全員     |

### 演唱會
| 日期            | 演唱會名稱        | 舉行地點       | 備註       | 參與成員 |
| 2017年          |                   |                |            |          |
| 1月20、21、22日 | Time Slip - I.O.I | 首尔奖忠体育馆 | 告別演唱會 | 全員     |

### 特別舞台
| 日期           | 舞台名稱                     | 舉行地點               | 表演歌曲                                                                               |
| 2016年11月19日 | 第八屆Melon Music Awards     | 首尔九老区高尺圆顶球场 | 너무너무너무(Very Very Very)+Dream Girls                                               |
| 2016年12月2日  | 2016 Mnet Asian Music Awards | 香港                   | Pick Me+너무너무너무(Very Very Very)、Dream Girls(Red Carpet Special Stage)            |
| 2016年12月24日 | 2016 KBS演藝大賞             |                        | Pick Me                                                                                |
| 2016年12月29日 | 2016 KBS歌謠大祝祭           |                        | Pick Me+Into The New World-SNSD(與TWICE、GFRIEND、Red Velvet)+ Whatta Man+너무너무너무 |
| 2016年12月31日 | 2016 KBS演技大賞             |                        | Pick Me+Whatta Man                                                                     |
| 2017年1月14日  | 第31屆金唱片大賞             |                        | 잠깐만(等一下)+너무너무너무+Dream Girls、陷入愛情-朴志胤(Special Stage)                |
| 2017年1月19日  | 第26屆首爾歌謠大賞           |                        | Pick Me+Dream Girls                                                                    |

### 其他大型公演
| 日期     | 公演名稱                           | 舉行地點                       | 參與成員 | 備註                   |
| 2016年   |                                    |                                |          |                        |
| 4月29日  | Youth Festival                     | 首爾樂天世界                   | 全員     |                        |
| 5月8日   | C-Festival at COEX                 | 首爾永東大橋                   | 全員     |                        |
| 5月17日  | KBS1 開放音樂會                    | KBS大禮堂                      | 全員     | 6月5日放送             |
| 5月22日  | 現代汽車 brilliant motor festival  | 仁川松島國際都市賽場           | 全員     |                        |
| 5月27日  | May I ♥ You                        | 首爾延世大學                   | 全員     |                        |
| 6月2日   | KCON 2016 France                   | 巴黎貝爾西體育館               | 全員     | 6月14日放送 昭彌未表演 |
| 6月4日   | 2016 Dream Concert                 | 首爾世界盃競技場               | 全員     | 6月12日放送            |
| 6月18日  | 水原 K-POP Super Concert           | 水原世界盃競技場               | ①        | 6月21日放送            |
| 7月2日   | 2016 ETUDE Pink Play Concert       | 首尔東大門設計廣場             | 全員     |                        |
| 7月9日   | KB 國民銀行 Liiv CONCERT           | 首尔                           | 全員     |                        |
| 7月16日  | Park Concert in Seongnam           | 城南市                         | 全員     |                        |
| 7月30日  | KCON 2016 USA in LA                | 洛杉磯史坦波中心               | 全員     |                        |
| 8月5日   | 2016 JUMF 全州終極音樂節           | 全州綜合競技場                 | ①        |                        |
| 8月22日  | PETIZEL COOL SUMMER DESSERT PICNIC | 首尔                           | 全員     |                        |
| 9月4日   | 2016 Taekwondo Peace Festivel      | 首尔市厅前广场                 | ①        | 9月7日放送             |
| 9月10日  | 華城市青少年节                     | 首尔奖忠体育馆                 | ①        |                        |
| 9月21日  | Samsung SSD Global Summit 2016     |                                | ①        |                        |
| 9月22日  | KBS1 開放音樂會                    | KBS大禮堂                      | ①        | 10月2日放送            |
| 9月24日  | INCHEON K-POP CONCERT 2016         | 仁川文鶴競技場                 | ①        |                        |
| 9月28日  | Whinny World Opening Festival      |                                | ①        |                        |
| 9月29日  | 2016年多岛海杯国际帆船拉力赛       |                                | ①        |                        |
| 9月29日  | 群长大学                           | 全罗北道群长大学               | ①        |                        |
| 9月30    | 仁川富平風物節音樂會               | 仁川富平大路                   | ①        |                        |
| 9月30    | 韓流慶典 K-POP演唱會               | 首爾江南區永東大路             | ①        | 音樂銀行特輯           |
| 10月1日  | 2016 BUSAN ONE ASIA FESTIVAL       | 釜山                           | ①        |                        |
| 10月2日  | 百濟文化節閉幕式                   | 公州市锦江新官公园             | ①        | 第62屆                 |
| 10月7日  | 交通大學Festival                   | 交通大學義王校區               | ①        |                        |
| 10月8日  | 首爾演唱會                         | 汝矣岛汉江公园Multi            | ①        |                        |
| 10月8日  | LPG Concert                        | 蚕室站学生体育馆               | ①        |                        |
| 10月9日  | TogetherU Festivel                 | 首尔忠清南道牙山市溫陽溫泉地區 | ①        |                        |
| 10月21日 | 木铺音乐节                         | 木铺                           | 全員     | 11月1日放送            |
| 10月22日 | KBS 青少年音樂會                   | 首尔日山Kintex展示厅2          | ①        | 10月30日放送           |
| 10月27日 | M Countdown in JEJU                | 濟州島综合竞技场               | 全員     |                        |
| 10月27日 | 东首尔大学Festival                 | 东首尔大学                     | ①        |                        |
| 10月28日 | 仁川大桥开通7周年纪念演唱会        |                                | ①        | 11月13日放送           |
| 10月29日 | The Woods PARK HOLIC               | 首尔儿童大公园                 | ①        |                        |
| 11月18日 | 《音樂銀行》慶州特輯               | 慶州市民运动场                 | 全員     |                        |
| 11月19日 | 2016 Melon Music Awards            | 首尔九老区高尺圆顶球场         | 全員     |                        |
| 11月30日 | MBN Hero Concert                   |                                | ①        | 12月3日放送            |
| 12月17日 | KB銀行速滑世界盃大會               |                                | ①        |                        |
| 12月17日 | Haiwon Dream Concert               |                                | ①        |                        |
| 12月19日 | 江南站開幕式                       |                                | ①        |                        |

## 獎項

### 主要音樂節目榜單排名
| 專輯                                                                                                 | 歌曲                                          | Mnet 《M! Countdown》 | KBS2 《Music Bank》 | SBS 《人氣歌謠》 | MBC Music 《Show Champion》 | SBS MTV 《THE SHOW》 | 備註                   |
| 2016年                                                                                               |                                               |                       |                     |                  |                             |                      |                        |
| Chrysalis                                                                                            | Dream Girls                                   | 4                     | 3                   | 5                | 9                           | 3                    | 出道                   |
| Chrysalis                                                                                            | 벚꽃이 지면（若櫻花凋謝）                     | /                     | 12                  | 11               | /                           | /                    | 出道                   |
| Whatta Man                                                                                           | Whatta Man（Good Man）                        | 1                     | 1                   | 2                | 1                           | (1)                  | 第一小分隊、四台冠軍曲 |
| miss me?                                                                                             | 너무너무너무 (Very Very Very)                 | 1                     | 2                   | 1                | 1                           | 2                    | 完全体回归、三台冠軍曲 |
| 2017年                                                                                               |                                               |                       |                     |                  |                             |                      |                        |
| 소나기                                                                                               | 소나기 (DOWNPOUR)                             | /                     | 10                  | 1                | 6                           | /                    | 告別單曲               |
| \| - 「/」表示未有相關資料 - 「(1)」：兩星期冠軍 \| - 「 」：該段時期未設立排行榜 - 「*」：打榜中 \| |                                               |                       |                     |                  |                             |                      |                        |
| - 「/」表示未有相關資料 - 「(1)」：兩星期冠軍                                                        | - 「 」：該段時期未設立排行榜 - 「*」：打榜中 |                       |                     |                  |                             |                      |                        |

| 各台冠軍歌曲獎座統計                        | 各台冠軍歌曲獎座統計 | 各台冠軍歌曲獎座統計 | 各台冠軍歌曲獎座統計 | 各台冠軍歌曲獎座統計 | 各台冠軍歌曲獎座統計 |
| Mnet                                        | KBS                  | SBS                  | MBC Music            | SBS MTV              |                      |
| ------------------------------------------- | -------------------- | -------------------- | -------------------- | -------------------- | -------------------- |
| 2                                           | 1                    | 2                    | 2                    | 2                    |                      |
| 一位總數：9 三台冠軍歌曲：1 四台冠軍歌曲：1 |                      |                      |                      |                      |                      |